# Dover Corporation
 (octobre 2023).
Dover Corporation, fondée en 1955 à New York, basée à Downers Grove (Illinois) est une entreprise active dans le secteur des systèmes techniques, des fluides et des équipements de réfrigération et d'alimentation.

## Histoire

### Fondation
Dans les années 1930 et 1940, George Ohrstrom Sr., un agent de change de la ville de New York, a acheté quatre entreprises de fabrication : C. Lee Cook Company (joints et segments de piston), Rotary Lift (élévateurs automobiles), C. Norris (pompe de puits de pétrole - tiges de pompage) et Peerless (appareils de chauffage autonomes). Dover Corporation a été constituée en 1947 et, en 1955, Ohrstrom a fait appel à l'ancien propriétaire et président de C. Lee Cook Company, Fred D. Durham, pour gérer ses quatre sociétés. Plus tard la même année, les bureaux de Dover Corporate ont ouvert à Washington, DC et Dover Corporation est devenue publique à la Bourse de New York. Ainsi, l'année 1955 marque la fondation officielle de l'entreprise.
Fred Durham a influencé la culture d'entreprise de Douvres, mettant l'accent sur l'autonomie, la décentralisation et le peu de membres du personnel de l'entreprise. En conséquence, les divisions étaient gérées de manière indépendante, chacune avec son propre président. Aujourd'hui, Dover Corporation est toujours connue pour sa structure de gestion décentralisée, sa gouvernance des sociétés d'exploitation et pour son approche acquisitive.
Entre 1955 et 1979, Dover a acquis quatorze sociétés. Une grande partie de cette activité d'acquisition a servi à développer l'activité Dover Elevator. Cette croissance des élévateurs a commencé en 1955, lorsque Dover Elevator s'est séparé de Rotary Lift et est devenu une société d'exploitation indépendante au sein de Dover. L'achat par Dover de la Shepard Warner Elevator Company en 1958 a marqué le début d'un effort pour développer l'activité des élévateurs. En 1963, Dover a acquis Acme Elevator, Elevator Service, Reddy Elevator Company en 1964 et Hunter-Hayes Elevator Company en 1970. Avec ces achats, Dover est rapidement devenue la troisième plus grande entreprise d'élévateurs aux États-Unis et le resta pendant de nombreuses années. Dover a continué à développer sa division d'élévateurs tout au long des années 1960 et 1970 avec les achats de Moody & Rowe, Burch, Turnbull, Burlington, Hammond & Champness, Louisiana Elevator et W.W. Moore. Finalement, cette division d'élévateurs a été vendue en 1999 à Thyssen AG pour 1,1 milliard de dollars. Dover Elevator avait réalisé un bénéfice d'exploitation avant impôts de 93 millions de dollars en 1997. La vente a été mutuellement bénéfique : elle a permis à Dover de se concentrer sur le développement de ses autres activités et a propulsé ThyssenKrupp Elevator Americas au troisième rang mondial de l'industrie des ascenseurs et des escaliers mécaniques.

### Acquisitions
L'historique d'acquisition de Dover va au-delà de l'industrie des élévateurs. L'accent mis sur la diversification dans les années 1960, comme l'acquisition de l'Ohio Pattern Works & Foundry Company en 1961, s'est accompagné d'achats notables d'entreprises qui continuent d'être une partie importante de Dover Corporation aujourd'hui, tel OPW, société spécialisée dans la conception et la fabrication de carburants commerciaux. En 1962, Dover fait deux acquisitions notables : Detroit Stamping Company, maintenant DE-STA-CO, spécialisée dans la conception et la fabrication d'outillage de serrage, de préhension, de transfert et robotique et Alberta Oil Tool qui produit des tiges d'entraînement spécialisées, des raccords tubulaires Norris, des vannes de régulation Norriseal et d'autres produits.
1964 marque une année importante, car l'ancien dirigeant d'OPW, Thomas Sutton, est devenu président de Dover et le siège social a été transféré à New York. Les années 1970 ont été caractérisées par l'intention de Dover de s'étendre au-delà de ses principales industries de matériaux de construction, d'équipements et de composants industriels. Le résultat de cet effort comprenait l'acquisition de Dieterich Standard, qui fabriquait des instruments de mesure de liquide et dont le président, Gary Roubos, est devenu directeur de l'exploitation (COO) et président de Dover en 1977. Plus tard, Roubos deviendra le directeur général de Dover en 1981.
Une autre acquisition importante comprenait Sargent Industries, un fabricant de dispositifs de contrôle pour les marchés de l'aérospatiale et de l'industrie, acheté en 1984 pour 68 millions de dollars. L'unité Sargent Aerospace & Defense a persisté en tant que fournisseur mondial de composants de précision et de services après-vente, exécutant des fonctions critiques sur une variété d'avions commerciaux et militaires, de sous-marins et de véhicules terrestres.
Dans les années 1980, Dover a également commencé à se concentrer davantage sur l'électronique. Cette période a été marquée par les acquisitions de K&L Microwave en 1983, de Dielectric Laboratories en 1985 et de NURAD en 1986. Dover a ensuite choisi de céder DOVAtron en 1993 aux actionnaires, car la société s'était spécialisée dans l'assemblage de circuits imprimés et était devenue une source de concurrence pour les clients de Dover. Cette même année, Dover a acquis Phoenix Refrigeration Systems, qui a ensuite acquis Hill Refrigeration en 1994 pour former Hillphoenix. Hillphoenix fabrique désormais des systèmes de réfrigération commerciaux et des centres mécaniques, des produits de distribution électrique, des chambres froides et des congélateurs, ainsi que des vitrines et des luminaires spécialisés.
En 1994, le directeur de l'exploitation et président de Dover, Thomas Reece, est devenu PDG de l'entreprise. L'année suivante, Dover a acheté une participation de 88% dans la société française Imaje Printing Products pour 202 millions de dollars; cette acquisition marque la plus importante de l'histoire de l'entreprise Dover. En 2006, Dover acquiert Markem Corporation, spécialisée dans l'identification. En 2007, les sociétés ont fusionné et ont été renommées Markem-Imaje, et se sont depuis concentrées sur le codage, l'étiquetage, la traçabilité et l'identification des produits. La nouvelle entreprise, qui a son siège mondial à Bourg-lès-Valence, représente, en 2006, un volume de ventes de 686 millions de dollars, avec 2 820 salariés, et se revendique comme le principal fournisseur mondial de solutions d'identification produits.

### Depuis 2000
Alors que Dover a acquis plus de soixante-dix entreprises entre 1998 et 2002, le rythme d'acquisition de l'entreprise a ralenti au début des années 2000. Dover a vendu huit sociétés en 2001 pour un total de 400 millions de dollars. Le début des années 2000 a également marqué un changement de direction : Ronald Hoffman, vice-président de Dover et ancien président et PDG de Dover Resources, est devenu président et COO de Dover Corporation en 2003. En 2005, il a été nommé au poste de PDG. La crise financière a durement touché Dover avec un chiffre d'affaires au troisième trimestre 2009 en baisse de 24 % à 1,5 milliard de dollars, par rapport au troisième trimestre 2008, mais l'entreprise s'est rapidement redressée.
Dover s'est concentré sur des domaines cibles en croissance de 2007 à 2009, notamment les communications électroniques, l'énergie et les fluides, l'identification des produits et la réfrigération.
En 2008, Robert Livingston est nommé nouveau PDG et président de Dover. La carrière de Livingston à Dover a commencé vingt-neuf ans plus tôt avec l'acquisition de K&L Microwave, dont il était vice-président. Sous la direction de Livingston, Dover a déménagé son siège social de New York à la région de Chicago en 2010. Le choix de déménager à Downers Grove, dans l'Illinois, est partiellement influencé par un effort de consolidation des opérations et de réduction des coûts administratifs, car le déménagement a réuni les quatre sièges sociaux des divisions sous un même toit.
Dover a continué à développer son activité de réfrigération avec l'achat en 2012 d'Anthony International pour 602,5 millions de dollars. Anthony conçoit et fabrique du verre spécialisé, des portes de réfrigération et de congélation en verre commercial, des systèmes d'éclairage et des équipements d'affichage.

## Secteurs d'activité

### Énergie
Le secteur Énergie travaille sur les marchés du forage et de la production pour développer des solutions qui améliorent l'efficacité et la sécurité de l'extraction de pétrole et de gaz.

### Réfrigération et équipements alimentaires
Le segment Réfrigération et équipements alimentaires de Dover développe des équipements et des systèmes pour les industries de la réfrigération commerciale, du chauffage et du refroidissement, de l'emballage des aliments et des boissons et des services alimentaires. Anthony et HillPhoenix conçoivent des réfrigérateurs et des congélateurs d'épicerie. Anthony fabrique des portes en verre pour réfrigérateurs et congélateurs, des systèmes d'éclairage et des équipements d'affichage, et Hillphoenix fabrique des vitrines, des chambres froides/congélateurs et des systèmes de réfrigération et d'alimentation.
L'industrie de l'emballage est desservie par Belvac Production Machinery, Inc., qui propose des systèmes pour l'industrie de la fabrication de canettes de boissons.
SWEP est spécialisé dans les échangeurs de chaleur à plaques brasées, avec des applications dans la climatisation, la réfrigération, le chauffage, l'industrie et l'énergie collective. Unified Brands, basé aux États-Unis, est l'un des plus grands fabricants d'équipements de restauration commerciale du pays. En décembre 2021, l'entreprise est vendue au fabricant d'appareils électroménagers suédois Electrolux Professional.